# Oedemerinae
Oedemerinae là một phân họ bọ cánh cứng trong họ Oedemeridae.

## Các tông và chi đặc trưng
Basal và incertae sedis
- Chi Baculipalpus
- Chi Koniaphassa
- Chi Parisopalpus
- Chi Selenopalpus
- Chi Thelyphassa

Tông Asclerini Semenov, 1894
| - Chi Afrochitona - Chi Alloxantha Seidlitz 1899 - Chi Alloxanthoides - Chi Ananca Fairmaire & Germain, 1863 - Chi Asclera Stephens, 1839 - Chi Ascleropsis - Chi Asclerosibutia - Chi Chitona W.Schmidt 1844 - Chi Copidita LeConte, 1866 - Chi Eumecomera Arnett, 1951 - Chi Heliocis Arnett, 1951 - Chi Hypasclera Kirsch, 1866 - Chi Ischnomera Stephens, 1832 | - Chi Melananthia - Chi Melananthoides - Chi Nacatrorus - Chi Nacerdochroa Reitter 1893 - Chi Oxacis LeConte, 1866 - Chi Oxycopis Arnett, 1951 - Chi Paroxacis Arnett, 1951 - Chi Probosca W.Schmidt 1846 - Chi Rhinoplatia Horn, 1868 - Chi Sisenes Champion, 1889 - Chi Vasaces Champion, 1889 - Chi Xanthochroina Ganglbauer, 1881 |

| Tông Oedemerini - Chi Oedemera Olivier, 1789 (bao gồm Oncomera) | Tông Stenostomatini - Chi Stenostoma Latreille, 1810 |

## Hình ảnh

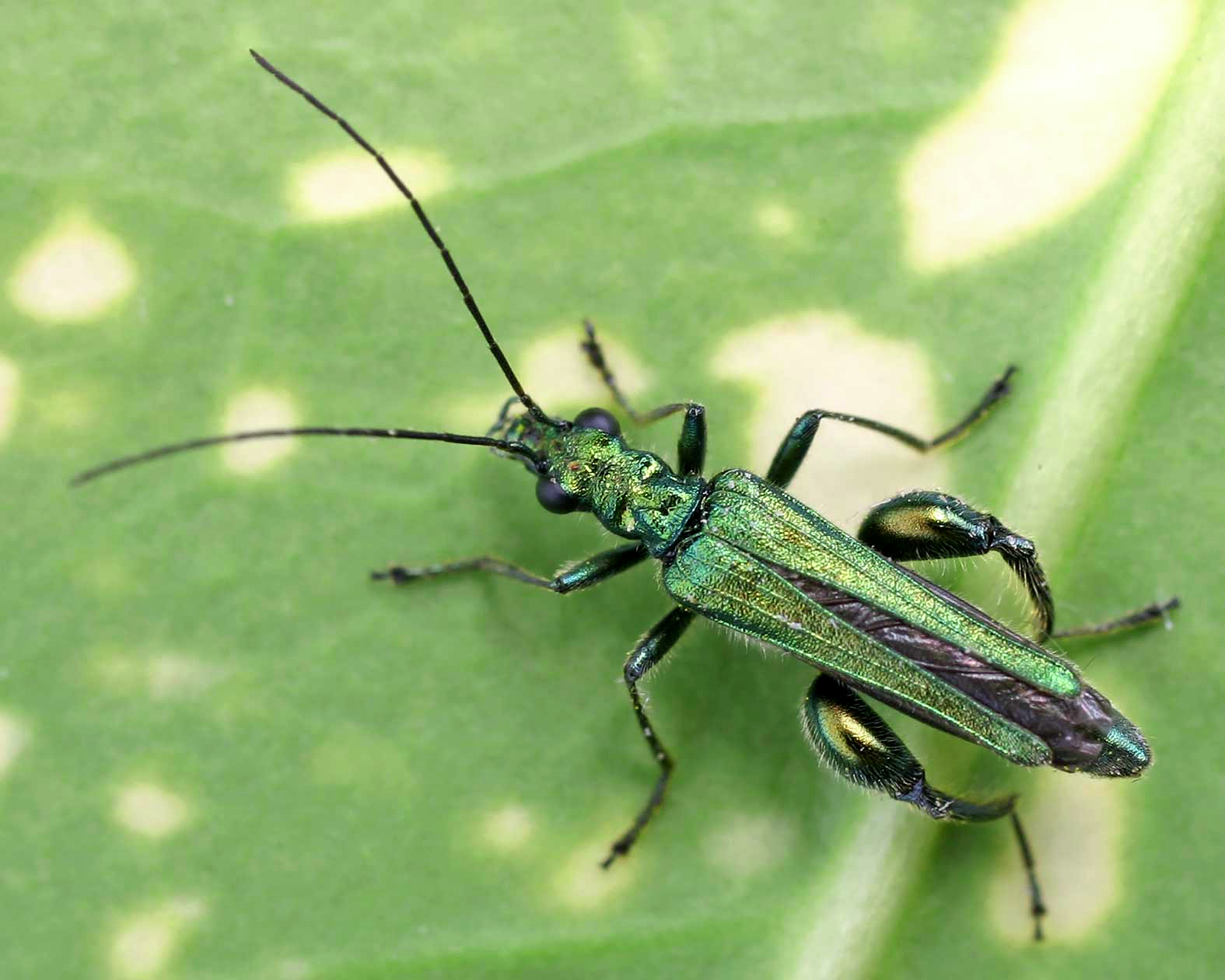
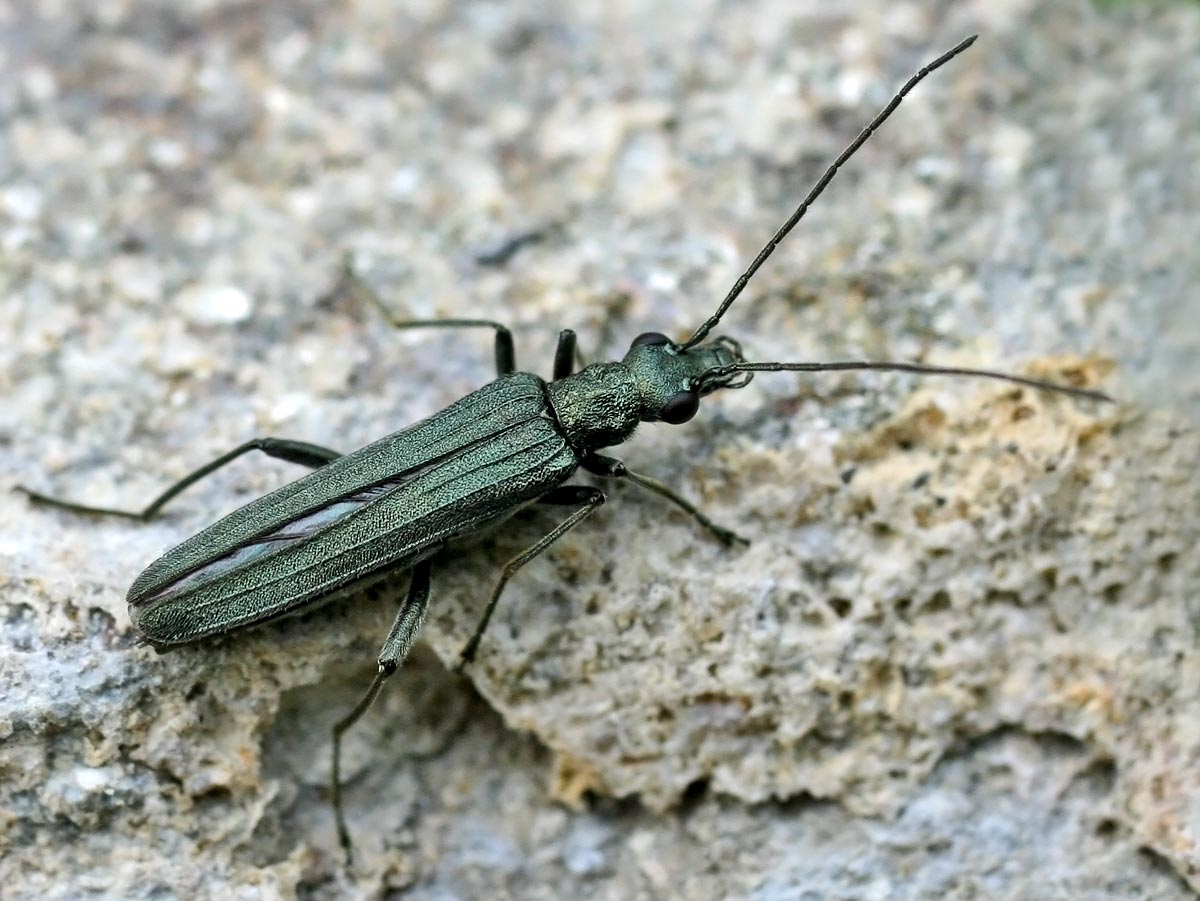